# Bangkok Shocks, Saigon Shakes, Hanoi Rocks
Bangkok Shocks, Saigon Shakes, Hanoi Rocks es el álbum debut de la banda finlandesa Hanoi Rocks, publicado en febrero de 1981.

## Lista de canciones
| N.º | Título                  | Escritor(es)              | Duración |  |
| 1.  | «Tragedy»               | Andy McCoy                | 4:05     |  |
| 2.  | «Village Girl»          | Andy McCoy                | 3:10     |  |
| 3.  | «Stop Cryin'»           | Andy McCoy                | 3:38     |  |
| 4.  | «Don't Never Leave Me»  | Andy McCoy                | 3:55     |  |
| 5.  | «Lost in the City»      | Andy McCoy                | 3:45     |  |
| 6.  | «First Timer»           | Andy McCoy                | 5:26     |  |
| 7.  | «Cheyenne»              | Andy McCoy                | 3:21     |  |
| 8.  | «11th Street Kids»      | Andy McCoy                | 3:45     |  |
| 9.  | «Walking with My Angel» | Gerry Goffin, Carole King | 2:10     |  |
| 10. | «Pretender»             | Andy McCoy                | 3:30     |  |

## Créditos
- Michael Monroe – voz, piano, saxofón, armónica
- Andy McCoy – guitarra
- Nasty Suicide – guitarra
- Sami Yaffa – bajo
- Gyp Casino – batería